# 50 groszy 1938

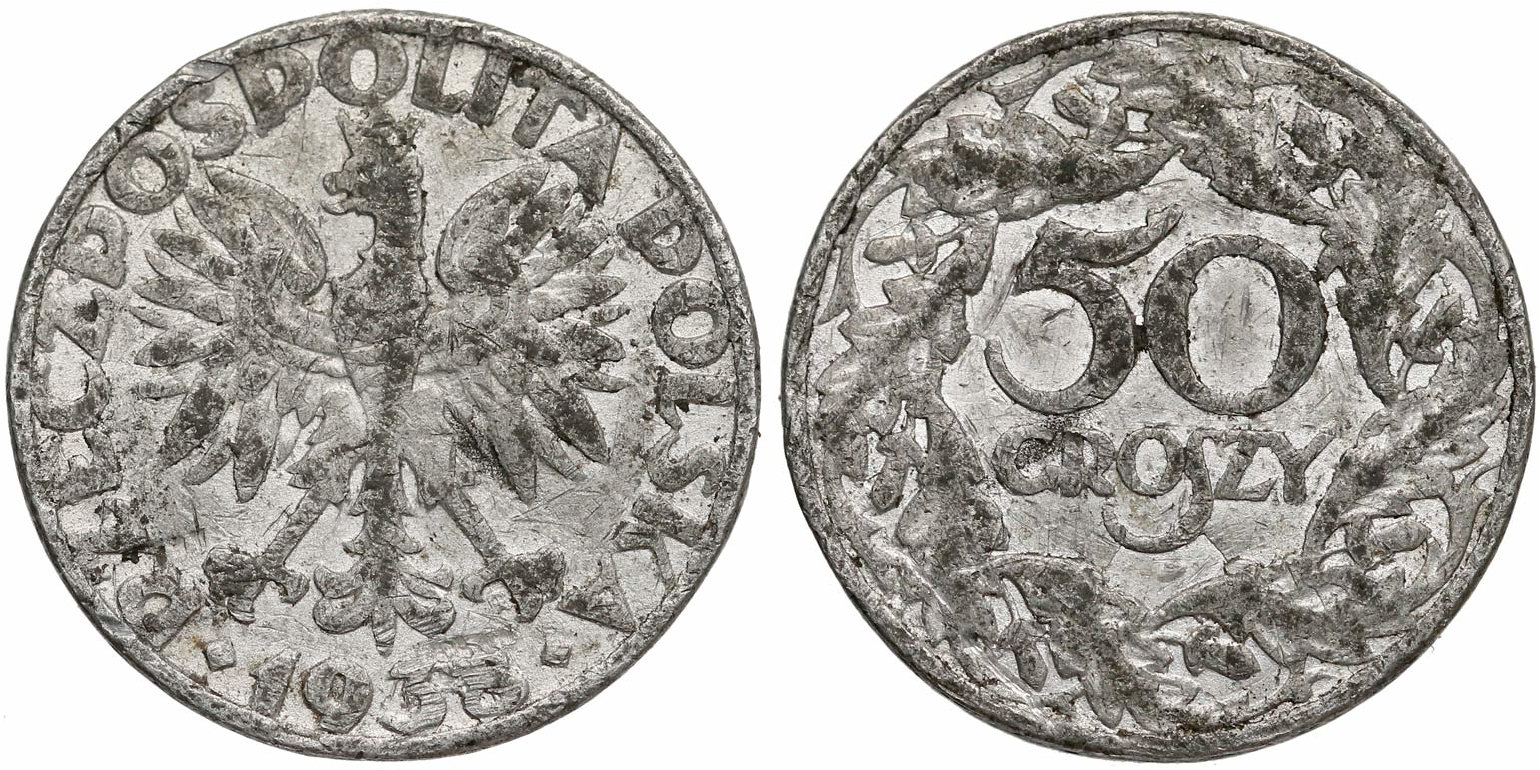
Falsyfikat z epoki

50 groszy 1938 – moneta pięćdziesięciogroszowa, wprowadzona do obiegu dekretem Prezydenta Rzeczypospolitej Polskiej z 26 sierpnia 1939 r. (Dz.U. z 1939 r. nr 78, poz. 520) oraz ponownie rozporządzeniem Generalnego Gubernatora z 23 kwietnia 1940 r. Krążyła w obiegu w Generalnym Gubernatorstwie.  Została wycofana 1 sierpnia 1942 r. rozporządzeniem Generalnego Gubernatora z 20 czerwca 1942 r. z powodu licznych fałszerstw. Ostatecznie pięćdziesięciogroszówki można było wymienić do dnia 30 września 1942 r.

## Awers
W centralnym punkcie umieszczono godło – orła w koronie, poniżej rok „1938", pod łapą orła znak mennicy w Warszawie, dookoła napis „RZECZPOSPOLITA POLSKA”.

## Rewers
Na tej stronie monety znajdują się cyfry „50", pod spodem napis „GROSZY”, całość otoczona ozdobnym wieńcem.
Rewers jest identyczny z rewersem monety 50 groszy 1923.

## Nakład
Monetę wybito w mennicy w Warszawie, na krążkach stalowych bądź stalowych niklowanych, o średnicy 23 mm, masie 5 gramów, z rantem gładkim. Całkowity nakład monety wyniósł 32 260 000 sztuk, z czego 95% to monety niklowane.

## Opis
Godło na monecie jest zgodne ze wzorem Godła Rzeczypospolitej Polskiej wprowadzonym 13 grudnia 1927 r. (Dz.U. z 1927 r. nr 115, poz. 980).
Pomimo podpisania przez Prezydenta Rzeczypospolitej Polskiej odpowiedniego aktu dopiero na 5 dni przed wybuchem II wojny światowej, stwierdzono udokumentowane przypadki obecności tej monety w wojskowych garnizonach Wielkopolski już w pierwszym kwartale 1939 roku (Wągrowiec). Najprawdopodobniej wypłacano nimi żołd, w związku z brakami groszowych monet niklowych, naruszając w ten sposób zapasy rozlokowane w tajemnicy, w ramach przygotowań do przewidywanej wojny.
W części katalogów zamieszczona jest informacja o odmianach bez znaku mennicy bitych zarówno w stali jak i w stali niklowanej. Jednak w Przeglądzie Numizmatycznym 1/1998, w artykule Roberta Kotera, zostało wykazane na podstawie badań mikroskopowych, że znak mennicy występuje na wszystkich monetach tego rocznika, ale czasami jest wybity bardzo słabo, wręcz niezauważalnie gołym okiem.
Istnieją trzy wersje stempla rewersu – cecha dystynktywna to połączenie bądź nie, na górze lub na dole, liter G i R.

## Wersje próbne
Katalogi podają informację o istnieniu próbnej wersji monety w stali (100 sztuk), stali niklowanej i aluminium, jak również w stali i stali niklowanej na krążku o średnicy zwiększonej do 24,5 mm.

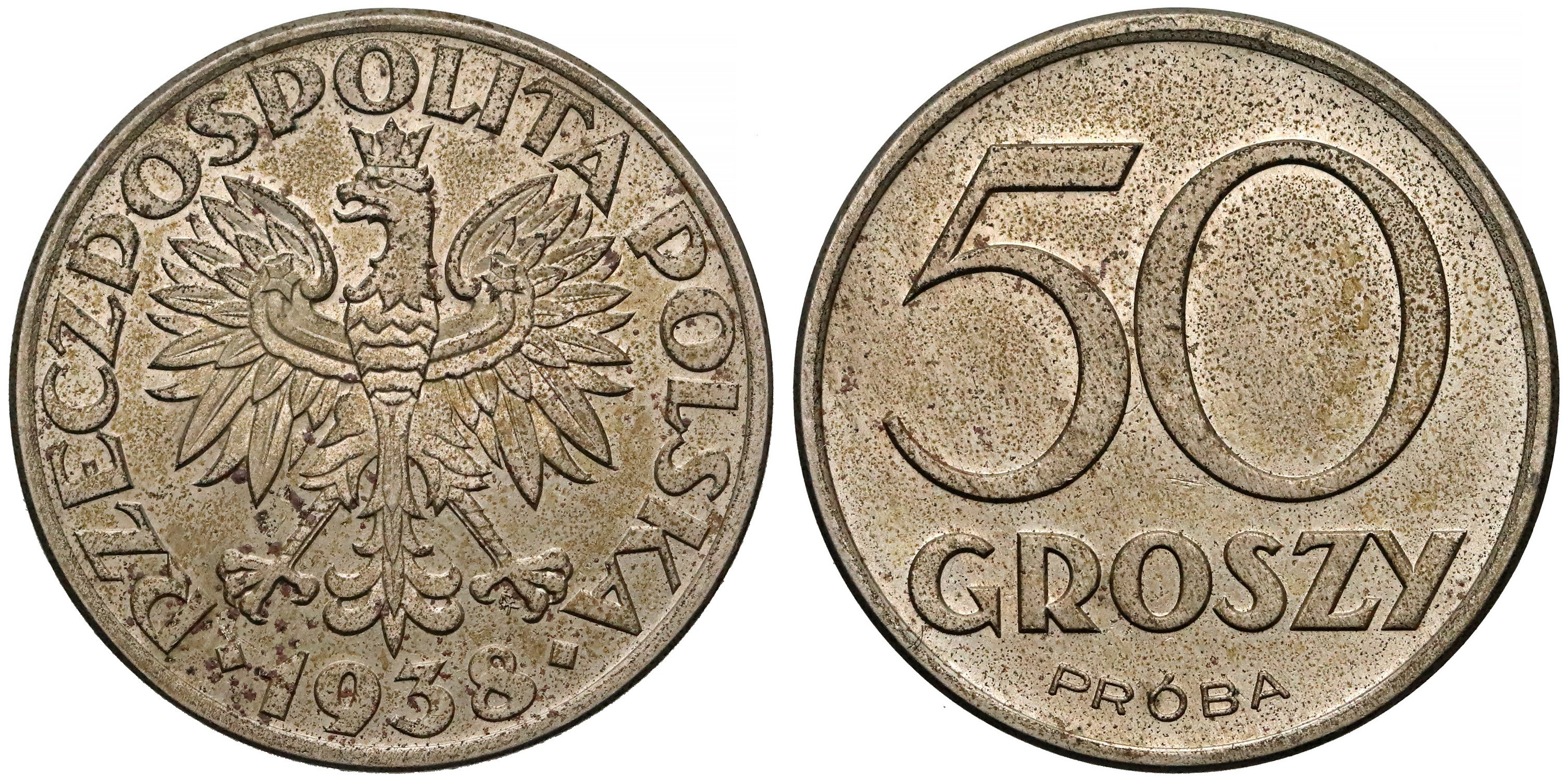
Próbne miedzioniklowe 50 groszy 1938 z dużymi cyframi 50

Wg katalogów powstały dwa konkurencyjne projekty pięćdziesięciogroszówki z 1938 r.:
- z awersem o rysunku jak w roku 1923 (ze starym orłem Wojciecha Jastrzębowskiego), wybita w brązie albo żelazie,
- z rewersem z dużymi cyframi 50 i z nowym orłem (Józefa Aumillera), wybita na krążkach o średnicy 24,5 mm z żelaza niklowanego, aluminium albo miedzioniklu.